# ヴァン・フリート特命報告書

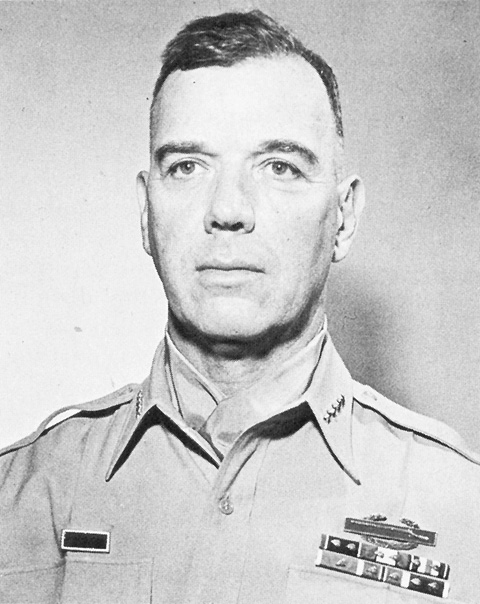
ジェームズ・ヴァン・フリート

ヴァン・フリート特命報告書（ヴァン・フリートとくめいほうこくしょ、report of Van Fleet mission to the Far East、ヴァン・フリート極東使節団による報告書）はジェームズ・ヴァン・フリート大統領特命大使が韓国、日本、中華民国（台湾）、フィリピンを訪問し、1954年にドワイト・D・アイゼンハワー第34代米大統領に送った機密文書。1986年機密解除。
内容は戦術的見地からの極東アジアにおけるアメリカ合衆国の取るべき選択肢を詳細に記載しており、朝鮮戦争が休戦した直後の韓国と周辺国（台湾、日本、フィリピン）を中心とした分析が報告されている。

## 要旨
李承晩ラインや竹島の領有権に関してサンフランシスコ講和条約後の同条約に対する米国政府見解としてラスク書簡を踏まえた以下の点が確認される
- 一方的な領海宣言（李承晩ライン）は違法である[1]。
- 米国政府はサンフランシスコ講和条約において竹島は日本領土であると結論している[2]。米国は大韓民国に、米国の独島に関する立場を秘密裡に伝達したが、米国の見解は公表されていない[3]。
- この領土問題は国際司法裁判所を通じて解決されることが望まれる[4]。

## 時代背景と両政府のやりとり
下記のような時代背景のなか、ヴァン・フリート特命報告書は書かれた。
- 1950年6月25日
  - 朝鮮戦争勃発。
- 1951年8月10日（外交文書）
  - 当時の米国国務次官補ディーン・ラスクより、サンフランシスコ条約の韓国関連内容に関する回答を韓国政府に提示する（ラスク書簡参照）。
- 1952年1月18日
  - 韓国が李承晩ラインを宣言する。
- 1952年4月28日
  - 日本国との平和条約（サンフランシスコ条約）が発効される。
- 1953年7月27日
  - 朝鮮戦争停戦。韓国大統領は停戦内容を不服として調印式に出席せず。
- 1954年8月15日
  - 朝鮮戦争を指揮したヴァン・フリートがアイゼンハワー第34代米大統領の特命大使として韓国、日本、台湾、フィリピンを訪問し機密文書ヴァン・フリート特命報告書を作成
- 1954年9月25日
  - 日本政府は領有問題を国際司法裁判所に付託することを韓国側に提案するも、韓国政府はこれに応じず。
- 1960年4月27日
  - 李承晩政権失脚時に当時の駐日アメリカ合衆国大使マッカーサーが本国国務省に機密電文3470号で、「友好的な日韓関係の構築には武力で不法占拠された竹島[5]を日本に返還させることが不可欠。最低限、国際司法裁判所へ付託することを主張すべき」と強く進言。ヴァン・フリート特命報告書の立場が再度確認される。[6]

## 李承晩ライン
- 一方的な領海宣言（李承晩ライン）は違法である。

いわゆる韓国政府の平和線としての主張に、
A. 韓国沿岸水域の貴重な海洋資源の保護
B. 漁業資源の韓国と日本におけるの将来の摩擦の排除
C. 共産党員の浸透に対する海域での防御
を記載している。特に C に見られるような当時の韓国政府の主張には時代背景と努力を感じるが、結論として
合衆国政府は一貫して、海洋主権に関する一方的な宣言が違法であり、日韓間の漁業に関する紛争が両国の権益を保護する漁業協定によって解決されるべきとの立場である。
と記載している。

## サンフランシスコ条約における竹島の帰属と米国の立位置
- 米国政府はサンフランシスコ条約において竹島は日本領土であると結論している。しかしながら、米国は紛争へは不介入の立場をとっており、国際司法裁判所に付託されるべきであると述べている。

## 竹島の領土問題
この報告書に、
紛争を国際司法裁判所に適切に付託すべきであるという我々の意向は非公式に韓国に伝えられた。
と記載されている。
また、この報告書には韓国側の意見が記載されている
「一層悪いことは、日本が、ダジュレー島として知られる鬱陵島の近くにある小さな島である、リアンクールロックとして知られる獨島の領有を未だに主張することである。
日本の公職者は武装を備えた船舶に乗ってたびたび島を訪れ、周辺の漁民を悩ましている。彼らは島の至る所に、獨島が日本の領土であるかのように記した標識を設置している。
我々の歴史と知見は、海洋主権宣言（李ライン）の瞬間にまさに帰結している。
韓国の獨島の主権は決して他国に争われたことなく、獨島が歴史的と同時に法的に鬱陵島（ダジュレー島）の一部として韓国領土であるという事実を長期に渡り確固たるものとして確立したのである」